# Нэнси Уокер
Нэнси Уокер (англ. Nancy Walker, наст. имя англ. Anna Myrtle Smoyer, 10 мая 1922 — 25 марта 1992) — американская актриса, комедиантка и режиссёр, чья карьера в театре, кино и на телевидении охватывает пять десятилетий.
Уокер достигла известности по выступлениям в бродвейских мюзиклах в начале 1940-х годов. В 1943 году она подписала контракт со студией Metro-Goldwyn-Mayer и появилась в ряде фильмов. На более позднем этапе она в первую очередь была известна по ролям в телесериалах «Шоу Мэри Тайлер Мур», «Рода», «Макмиллан и жена» и «Шоу Нэнси Уокер».

## Награды и номинации
Список основных номинаций
- «Эмми»
  - 1973 — Премия «Эмми» за лучшую женскую роль второго плана в драматическом телесериале — «Макмиллан и жена»
  - 1974 — Премия «Эмми» за лучшую женскую роль второго плана в драматическом телесериале — «Макмиллан и жена»
  - 1975 — Премия «Эмми» за лучшую женскую роль второго плана в драматическом телесериале — «Макмиллан и жена»
  - 1975 — Премия «Эмми» за лучшую женскую роль второго плана в комедийном телесериале — «Рода»
  - 1976 — Премия «Эмми» за лучшую женскую роль второго плана в комедийном телесериале — «Рода»
  - 1977 — Премия «Эмми» за лучшую женскую роль второго плана в комедийном телесериале — «Рода»
  - 1978 — Премия «Эмми» за лучшую женскую роль второго плана в комедийном телесериале — «Рода»
  - 1987 — Премия «Эмми» в категории «Лучшая приглашённая актриса в комедийном телесериале» — «Золотые девочки»

«Золотой глобус»
  - 1975 — Премия «Золотой глобус» за лучшую женскую роль второго плана — мини-сериал, телесериал или телефильм — «Макмиллан и жена»
  - 1976 — Премия «Золотой глобус» за лучшую женскую роль второго плана — мини-сериал, телесериал или телефильм — «Макмиллан и жена»
  - 1976 — Премия «Золотой глобус» за лучшую женскую роль второго плана — мини-сериал, телесериал или телефильм — «Рода»
  - 1979 — Премия «Золотой глобус» за лучшую женскую роль второго плана — мини-сериал, телесериал или телефильм — «Рода»

«Тони»
  - 1956 — Премия «Тони» за лучшую женскую роль в мюзикле — Phoenix '55
  - 1961 — Премия «Тони» за лучшую женскую роль в мюзикле — Do Re Mi